# مقاطعة كوك (مينيسوتا)
مقاطعة كوك (بالإنجليزية: Cook County)‏ هي إحدى مقاطعات ولاية مينيسوتا في الولايات المتحدة الأمريكية.

## المناخ
يظهر الجدول التالي التغييرات المناخية على مدار السنة لمقاطعة كوك:
| البيانات المناخية لـمقاطعة كوك    | البيانات المناخية لـمقاطعة كوك | البيانات المناخية لـمقاطعة كوك | البيانات المناخية لـمقاطعة كوك | البيانات المناخية لـمقاطعة كوك | البيانات المناخية لـمقاطعة كوك | البيانات المناخية لـمقاطعة كوك | البيانات المناخية لـمقاطعة كوك | البيانات المناخية لـمقاطعة كوك | البيانات المناخية لـمقاطعة كوك | البيانات المناخية لـمقاطعة كوك | البيانات المناخية لـمقاطعة كوك | البيانات المناخية لـمقاطعة كوك | البيانات المناخية لـمقاطعة كوك |
| الشهر                             | يناير                          | فبراير                         | مارس                           | أبريل                          | مايو                           | يونيو                          | يوليو                          | أغسطس                          | سبتمبر                         | أكتوبر                         | نوفمبر                         | ديسمبر                         | المعدل السنوي                  |
| --------------------------------- | ------------------------------ | ------------------------------ | ------------------------------ | ------------------------------ | ------------------------------ | ------------------------------ | ------------------------------ | ------------------------------ | ------------------------------ | ------------------------------ | ------------------------------ | ------------------------------ | ------------------------------ |
| متوسط درجة الحرارة الكبرى °ف (°م) | 22 (−6)                        | 26 (−3)                        | 35 (2)                         | 47 (8)                         | 56 (13)                        | 64 (18)                        | 70 (21)                        | 70 (21)                        | 62 (17)                        | 52 (11)                        | 39 (4)                         | 27 (−3)                        | 48 (9)                         |
| متوسط درجة الحرارة الصغرى °ف (°م) | 4 (−16)                        | 7 (−14)                        | 19 (−7)                        | 31 (−1)                        | 39 (4)                         | 45 (7)                         | 52 (11)                        | 54 (12)                        | 47 (8)                         | 38 (3)                         | 26 (−3)                        | 11 (−12)                       | 31 (−1)                        |
| معدل هطول الأمطار إنش (مم)        | 0.9 (23)                       | 0.7 (18)                       | 1.4 (36)                       | 1.9 (48)                       | 2.8 (71)                       | 3.5 (89)                       | 3.3 (84)                       | 3.3 (84)                       | 3.6 (91)                       | 2.5 (64)                       | 1.6 (41)                       | 1.1 (28)                       | 26.4 (670)                     |
| متوسط تساقط الثلوج إنش (سم)       | 15.2 (39)                      | 8.1 (21)                       | 8.1 (21)                       | 2.2 (5.6)                      | 0.2 (0.51)                     | 0 (0)                          | 0 (0)                          | 0 (0)                          | 0 (0)                          | 0.4 (1.0)                      | 3.8 (9.7)                      | 13.3 (34)                      | 50.8 (129)                     |
| المصدر: Weatherbase               |                                |                                |                                |                                |                                |                                |                                |                                |                                |                                |                                |                                |                                |

## أعلام
- جورج موريسون